# Frédéric François-Marsal
Frédéric François-Marsal (n. 1874 - f. 1958 ) foi um político francês. Ocupou o cargo de primeiro-ministro da França, entre 8 de Junho de 1924 a 15 de Junho de 1924.

## Carreira
Serviu brevemente como primeiro-ministro em 1924. Devido ao seu cargo de primeiro-ministro, ele também serviu para dois dias (11–13 de junho de 1924) como presidente interino da República Francesa entre a renúncia de Alexandre Millerand e a eleição de Gaston Doumergue.

## Ministério de François-Marsal, 8–15 de junho de 1924
Ver Gabinete François-Marsal
- Frédéric François-Marsal - Presidente do Conselho e Ministro das Finanças
- Edmond Lefebvre du Prey - Ministro das Relações Exteriores
- André Maginot - Ministro da Guerra
- Justin de Selves - Ministro do Interior
- Paul Jourdain - Ministro do Trabalho e Higiene
- Antony Ratier - Ministro da Justiça
- Désiré Ferry - Ministro da Marinha
- Adolphe Landry - Ministro da Instrução Pública, Belas Artes e Ensino Técnico
- Joseph Capus - Ministro da Agricultura
- Jean Fabry - Ministro das Colônias
- Yves Le Trocquer - Ministro das Obras Públicas, Portos e Marinha
- Pierre Étienne Flandin - Ministro do Comércio, Indústria, Correios e Telégrafos
- Louis Marin - Ministro das Regiões Libertadas